# Universitatea din Cincinnati
Universitatea din Cincinnati (prescurtat UC sau Cincinnati) este o universitate publică din Cincinnati, Ohio care face parte din Sistemul Universitar din Ohio, care aparține statului american.
Fondată în 1819 ca și Colegiul Cincinnati, este cea mai veche instituție universitară din Cincinnati și este frecventată de peste 44.000 de studenți anual, ceea ce o face cea mai mare și importantă universitate din Ohio, fiind totodată și una dintre cele mai bune universități din Statele Unite.
1. 1 2 3 4 5 6  Carnegie Classification of Institutions of Higher Education
2. ↑  Integrated Postsecondary Education Data System